# Johnny Rebel (músico)
Johnny Rebel é o pseudónimo do músico Cajun/country Clifford Joseph "Pee Wee" Trahan (25 de setembro de 1938 em Moss Bluff — 3 de setembro 2016 em Rayne (Luisiana)). Trahan usou este pseudónimo em gravações racistas, lançadas nos anos 60 do século passado pela editora Red Rebel de J. D. "Jay" Miller's de Crowley, Louisiana.
Nas suas canções, pode-se escutar frequentemente o epíteto racial nigger (preto, com sentido pejorativo) e expressões de simpatia pela época das leis Jim Crow e pelo Ku Klux Klan. Praticamente todas as suas canções servem para denegrir os Afro-Americanos e o Movimento dos Direitos Civis.
Trahan começou a gravar sob o nome Johnny Rebel a meio da década de 60 do século XX, quando o movimento dos direitos civis para a emancipação dos negros atingiu o auge. Usou então o estúdio J. D. "Jay" Miller's em Crowley, Louisiana. Miller, no entanto, produziu as sessões e lançou as canções sob a sua própria editora - Reb Rebel.
O primeiro lançamento de Trahan - o quinto da editora Reb Rebel - foi um disco de vinil single com "Lookin' For A Handout" e "Kajun Ku Klux Klan".
Ele gravaria mais cinco singles para essa editora, que incluíam "Nigger, Nigger", "In Coon Town", "Who Likes A Nigger?", "Nigger Hatin' Me", "Still Looking For A Handout", "Some Niggers Never Die (They Just Smell That Way)", "Stay Away From Dixie", e "Move Them Niggers North".
Pelo menos duas das canções de Trahan, "Keep A Workin' Big Jim" e "(Federal Aid Hell!) The Money Belongs To Us", não são sobre raça, mas sobre questões políticas, nomeadamente; os esforços do advogado do estado da Louisiana - Jim Garrison para resolver o assassinato de John F. Kennedy, e as ajudas monetárias Americanas a países estrangeiros.
Duas dessas canções apareceram eventualmente em álbum pela Reb Records sob o título "For Segrationalists Only".
Trahan nunca permitiu ser fotografado por ninguém que não fosse seu amigo próximo ou familiar, apesar de afirmar que há imagens suas pela Internet. Ele diz que não faz ideia da origem dessas fotos. Uma compilação dos seus trabalhos apenas mostra um membro do Ku Klux Klan encapuçado, juntamente com uma representação da Bandeira de Guerra da Confederação.
Após um hiato de cerca de três décadas, Trahan regressou como Johnny Rebel em 2001 com o lançamento do CD single "Infidel Anthem", gravado em resposta aos ataques de 11 de Setembro de 2001.
Em 2003, Trahan lançou o álbum It's The Attitude, Stupid! pela editora Try It Man.
Pelo menos duas pessoas ou entidades, incluindo uma afiliada a grupos racistas e odiosos, reclamam direitos sobre as canções de Johnny Rebel. No entanto, presentemente, não é claro quem possui direitos sobre as gravações.
Existem versões de canções do Johnny Rebel por outros cantores, tais como - Big Reb, e a banda Alemã - Landser.